# Краснозерське
Краснозерське (рос. Краснозёрское) — робітниче селище у Краснозерському районі Новосибірської області Російської Федерації.
Входить до складу муніципального утворення робітниче селище Краснозерське. Населення становить 9133 особи (2020).

## Історія
Згідно із законом від 2 червня 2004 року органом місцевого самоврядування є робітниче селище Краснозерське.

## Населення
| 1959  | 1970  | 1979  | 1989  | 2002    | 2007    | 2009    |
| ----- | ----- | ----- | ----- | ------- | ------- | ------- |
| 4963  | ↗5605 | ↗8010 | ↗9954 | ↗10 473 | ↗10 542 | ↘10 408 |
| 2010  | 2012  | 2013  | 2014  | 2015    | 2016    | 2017    |
| ↘9524 | ↘9264 | ↘9182 | ↘9142 | ↗9149   | ↗9215   | ↗9216   |